# Projektraum LOTTE (Land Of The Temporary Eternity)

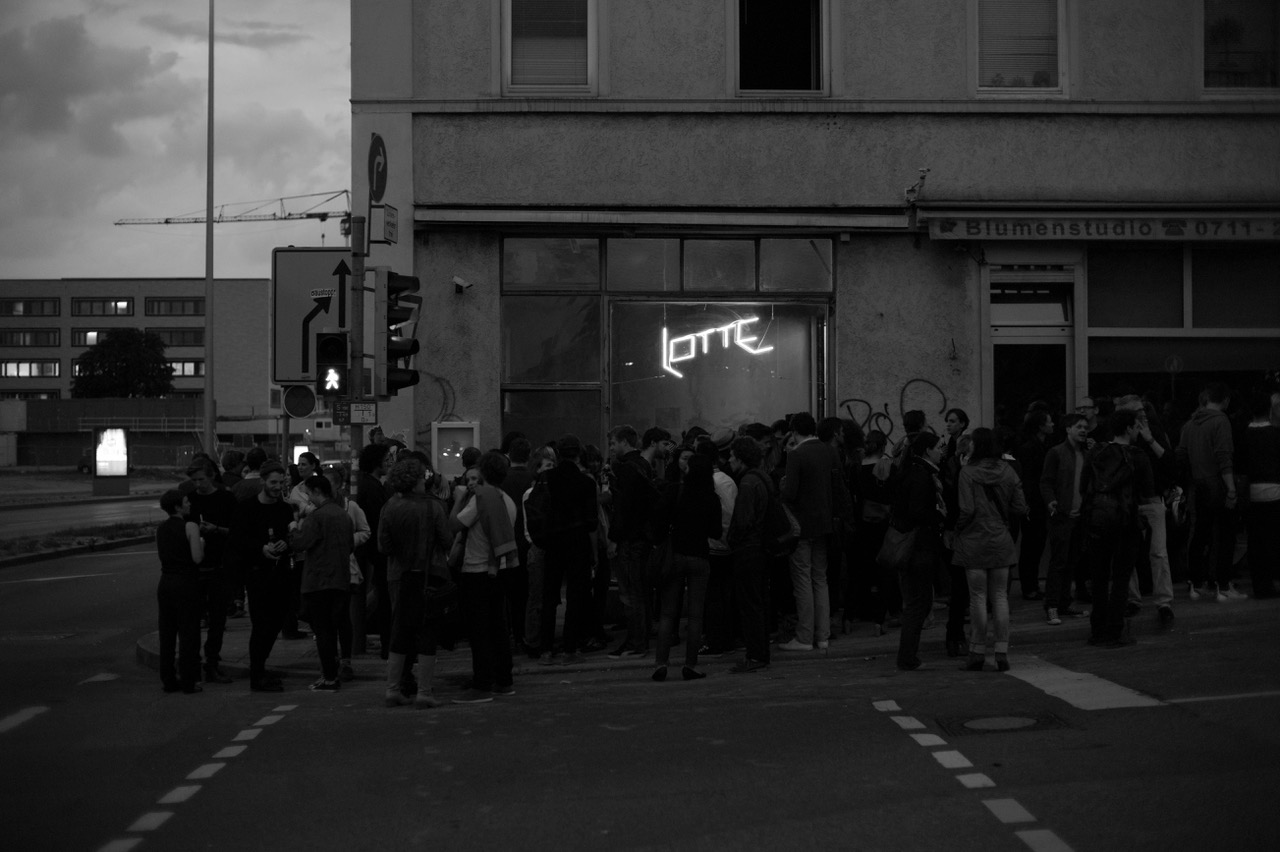
Der Projektraum LOTTE 2012

Der Projektraum LOTTE – Land Of The Temporary Eternity war ein von 2012 bis 2017 aktiver, unabhängiger Projektraum in Stuttgart. In dieser Zeit fanden zahlreiche kulturelle Veranstaltungen wie Ausstellungen, Performances, Konzerte, Lesungen, Aktionen im öffentlichen Raum und politische Diskussionen statt.

## Geschichte und Idee
Der Projektraum wurde 2012 von einer Gruppe Literatur-, Film und Kunst-Studierender gegründet und etablierte sich als ein unabhängiger und unkommerzieller Offspace in der Stuttgarter Kulturszene und darüber hinaus. Ziel war es, die Vernetzung der Studierenden der Stuttgarter Hochschulen, der Universität, Kunst- und Filmakademie anzuregen, sowie jungen Künstlern, Forschenden und anderweitig Kulturschaffenden eine Bühne zu bieten und gemeinsam Projekte zu entwickeln – unabhängig von großen Institutionen oder finanzieller Abhängigkeit. Für den Projektraum wurde der Verein Schnittpunkt Kunst e.V. gegründet, der sich durch Fördermitgliedschaften von der Akademie der Bildenden Künste Stuttgart, der Universität Stuttgart, der Filmakademie Baden-Württemberg, der Merz-Akademie und der Akademie für darstellende Kunst Baden-Württemberg etablieren konnte und eine Grundfinanzierung sicherte. Bis 2017 fanden über 150 Veranstaltungen statt, mit lokalen, nationalen und internationalen Beteiligten, teils in Kooperation mit anderen kulturellen Institutionen, wie etwa dem WKV, dem Künstlerhaus Stuttgart, dem Schauspiel Stuttgart, der Akademie Schloss Solitude oder der Landeszentrale für politische Bildung. Im Jahr 2018 erschien eine Publikation, die die Zeit des Projektraums LOTTE dokumentierte und in den Kontext der kulturellen und städtischen Umgebung setzt. Das Buch entstand als Kooperation zwischen der Akademie der Bildenden Künste Stuttgart (Klasse Uli Cluss) und der Hochschule der Medien und wurde von Kayan Mac und Ben El-Halawany, damals Studierende an der Akademie der Bildenden Künste Stuttgart, gestaltet. Die Publikation ist im Verlag lost books erschienen.

## Beteiligte
LOTTE wurde 2011 von Erik Sturm, Paula Kohlmann und Daphne Maria Zamel initiiert, zur Gründung kamen 2012 Florian Clewe, Julia Colazzo-El Jundi, Leon Filter, Franziska Margarethe Hoenesch, Nora Moschüring und Pedram Kramer hinzu. Das Team veränderte sich im Laufe der Zeit. Beteiligte waren auch Juliane Engel, Sabine Fessler, Hien Mai, Domenec Sanz, Paul Schleith, Tine Teiml, Verena Schwenk, Elisa Welz und Mareen Wrobel. Von 2014 bis 2017 waren als Kernteam organisatorisch und kuratorisch aktiv: Regina Fasshauer, Louis Kohlmann, Paula Kohlmann, Marie Luniak, Lukas Oberem, Anna-Maria Paschetto, Erik Sturm und Christina Wüseke. Das Lotte Logo gestaltete Leonard Herrmann.

## Veranstaltungen (Auswahl)
- „Communication Via Mountain Crystals“ (2012) – Ausstellung von Sarah Lehnerer und Felix Leon Wesnter
- „The Indexicality Of A Ritual“ (2013) – Ausstellung mit Pakama Ngceni, Michelle Monareng, FM Ploch & Mbali Mduli, kuratiert von Sinethemba Twalo
- „150 Jahre Nach Wie Vor Max Weber“ (2014) – Diskussion mit Oliver Basel und Jürgen Kaube
- „Netzpolitik Daily“ (2013) – Performance & Ausstellung von Isabel Seiffert[5]
- „Projektionsraum LOTTE“ (2014) – Screening & Lesung kuratiert von Nora Moschüring
- „Between Pages“ (2014) – Ausstellung von Rahel Zoller
- „Über Die Farben Und Symbole In Walter Benjamins Passagenarbeit“ (2014) – Ausstellung von Patrizia Bach
- „Wundertüte – das Schauspiel Stuttgart zu Gast bei LOTTE“ (von 2014 bis 2017) – mit u. a. Rahel Ohm, Sebastian Röhrle u. v. m.
- „SLAM – ein choreografisch-räumliches Projekt“ (2013) – von Louis Stiens, Robert Robinson, Christine Nasz[6]
- „Stonewall/LOTTE“ von Gruppe CIS (2015) – mit Konzerten von Die Römischen Votzen und Levin goes lighly. Im Rahmen von „The land after the rainbow“ in Kooperation mit Akademie der Bildenden Künste Stuttgart und WKV
- „Black Future Day“ (2017) – Ausstellung, Vorträge und Poetry Slam im Rahmen des „Black History Month“ mit Dan Biss, Anthony McCatty, Barbara Gilchrist Feyl, Deidra Freeman, Josephine Jackson, Kewsi, La Cuisine de Pedrine & Donovan Toure